# Notre-Dame-de-Bondeville
Notre-Dame-de-Bondeville là một xã thuộc tỉnh Seine-Maritime trong vùng Normandie miền bắc nước Pháp.

## Huy hiệu
| Arms of Notre-Dame-de-Bondeville | The arms of Notre-Dame-de-Bondeville are blazoned: Sable, on a bend chequy argent and gules of 3 traits, a plate [argent] (the width of the bend) charged with a crowned lion vert. |

## Dân số
| 1962                                 | 1968 | 1975 | 1982 | 1990 | 1999 | 2006 |
| ------------------------------------ | ---- | ---- | ---- | ---- | ---- | ---- |
| 4443                                 | 5796 | 6336 | 6727 | 7584 | 7652 | 7326 |
| Từ năm 1962: Dân số không tính trùng |      |      |      |      |      |      |